# Вінницький окружний адміністративний суд
Вінницький окружний адміністративний суд — місцевий спеціалізований адміністративний суд першої інстанції, розташований у місті Вінниці, юрисдикція якого поширюється на Вінницьку область.

## Компетенція
Місцевий адміністративний суд при здійсненні судочинства керується Кодексом адміністративного судочинства України. Він розглядає адміністративні справи, тобто публічно-правові спори, у яких хоча б однією зі сторін є орган виконавчої влади, орган місцевого самоврядування, їхня посадова чи службова особа або інший суб'єкт, який здійснює владні управлінські функції. Іншою стороною є приватний елемент (громадянин, юридична особа приватного права тощо).
До числа адміністративних справ належать, зокрема, спори фізичних чи юридичних осіб із суб'єктом владних повноважень щодо оскарження його рішень (нормативно-правових актів чи правових актів індивідуальної дії), дій чи бездіяльності; з приводу прийняття громадян на публічну службу, її проходження, звільнення з публічної служби; щодо виборчого процесу тощо. В окремих випадках адміністративний суд розглядає справи за зверненням суб'єкта владних повноважень.
Адміністративний суд розглядає справу, як правило, за місцезнаходженням відповідача, тобто якщо офіційна адреса відповідача зареєстрована на території юрисдикції цього суду.

## Керівництво
Голова суду — Дончик Віталій Володимирович
 Заступник голови суду — Комар Павло Анатолійович
 Керівник апарату суду — Савченко Олена Олегівна

## Показники діяльності у 2019 році
- Перебувало на розгляді справ та матеріалів — 7266
  - надійшло у 2019 році справ — 4502
- Розглянуто справ — 4575
- Прийнято рішень по суті, якими закінчувався розгляд справи — 3723 (з яких 79,6 % про задоволення позовних вимог)[4].